# (2287) Kalmykia
(2287) Kalmykia (1977 QK3; 1930 QO; 1950 OH; 1957 UA; 1974 VJ2; 1977 TK1) ist ein Asteroid des inneren Hauptgürtels, der am 22. August 1977 vom russischen Astronomen Nikolai Stepanowitsch Tschernych am Krim-Observatorium in Nautschnyj (IAU-Code 095) entdeckt wurde.

## Benennung
(2287) Kalmykia wurde nach der Kalmückischen Autonomen Sozialistischen Sowjetrepublik benannt, die innerhalb der Sowjetunion von 1935 bis 1942 und von 1958 bis 1991 bestand.